# Институт прикладной физики имени А. В. Гапонова-Грехова РАН
Федеральный исследовательский центр Институт прикладной физики имени А. В. Гапонова-Грехова РАН (ИПФ РАН) был основан в 1977 году на базе нескольких отделов НИРФИ. Располагается в Нижнем Новгороде. В настоящее время является одним из наиболее крупных академических научных центров, насчитывающим более 1000 сотрудников. С 2017 года директором центра является Г. Г. Денисов. Научным руководителем центра является А. Г. Литвак.
Основные направления исследований связаны с радиофизикой, физикой плазмы, СВЧ электроникой, гидрофизикой, акустикой, нелинейной динамикой, лазерной физикой, нелинейной оптикой.
Центр имеет два филиала, расположенных также в Нижнем Новгороде: Институт физики микроструктур РАН и Институт проблем машиностроения РАН.
В составе института без учёта филиалов работают 5 действительных членов РАН, 7 членов-корреспондентов РАН и 5 профессоров РАН, не являющихся членами РАН.
При институте действует Издательство ИПФ РАН.

## История
ИПФ РАН образован 1 апреля 1977 года на основе нескольких отделов НИРФИ — тогда ведущего научно-исследовательского института города Горький. Инициатором создания нового института и его первым директором стал академик АН СССР (позднее — РАН) А. В. Гапонов-Грехов.
В 2003 году новым директором института был выбран А. Г. Литвак, до того возглавлявший первое отделение ИПФ РАН. А. В. Гапонов-Грехов перешёл на должность научного руководителя института, а в 2005 году оставил её и стал советником РАН.
В 2013 году вместе с другими институтами РАН был передан в ведение Федерального агентства научных организаций (ФАНО России).
В 2015 году А. Г. Литвака, занявшего должность научного руководителя, сменил на посту директора А. М. Сергеев.
В 2015 году институт был реорганизован в «Федеральный исследовательский центр», а с 1 марта 2016 года к нему в качестве филиалов присоединены Институт физики микроструктур РАН и Институт проблем машиностроения РАН.
После избрания президентом РАН в октябре 2017 года А. М. Сергеев заявил об уходе с должности директора института, но попросил сохранить ему в нём рабочее место. Исполняющим обязанности директора стал Г. Г. Денисов. В 2019 году он был окончательно утверждён на этой должности.
В 2018 году в связи с ликвидацией ФАНО институт, как и другие российские академические институты, перешёл в ведение вновь созданного Министерства науки и высшего образования РФ.
В 2023 году институту было присвоено имя основателя А. В. Гапонова-Грехова.

## Структура
Главой института является директор института. Общей стратегией развития института также занимается учёный совет, состоящий примерно из 50 избираемых членов.
Институт состоит из четырёх научных подразделений:
- Отделение физики плазмы и электроники больших мощностей
- Отделение геофизических исследований
- Отделение нелинейной динамики и оптики
- Центр гидроакустики

Кроме этого в состав института входят вспомогательные образования:
- Отдел автоматизации научных исследований
- Опытное производство

### Отделение физики плазмы и электроники больших мощностей
Руководителем отделения является д. ф.-м. н. В. А. Скалыга.
Отделение является самым крупным из трёх.
В состав отделения входят 7 отделов и несколько независимых лабораторий:
- 110 — Отдел высокочастотной релятивистской электроники (заведующий — член-корр. РАН Н. С. Гинзбург)
- 120 — Отдел физики плазмы
- 130 — Отдел астрофизики и физики космической плазмы (заведующий — академик РАН В. В. Кочаровский)
- 140 — Отдел физики плазменных технологий
- 150 — Отдел электронных приборов  (заведующий — член-корр. РАН М. Ю. Глявин)
- 170 — Отдел нелинейной электродинамики
- 180 — Отдел радиоприёмной аппаратуры и миллиметровой радиоастрономии

### Отделение геофизических исследований
Руководителем отделения является академик РАН Е. А. Мареев.
В состав отделения входят семь подразделений (пять отделов и две независимые лаборатории):
- 210 Лаборатория дистанционных методов обнаружения геофизических возмущений
- 220 Отдел радиофизических методов в гидрофизике
- 230 Отдел нелинейных геофизических процессов
- 240 Отдел физики атмосферы и микроволновой диагностики
- 250 Отдел геофизической акустики
- 260 Отдел геофизической электродинамики
- 270 Лаборатория нелинейной физики природных процессов

### Отделение нелинейной динамики и оптики
Руководителем отделения является д. ф.-м. н. М. В. Стародубцев
В состав отделения входит 8 отделов:
- 310 Отдел нелинейной динамики (заведующий — член-корр. РАН В. И. Некоркин)
- 330 Отдел сверхбыстрых процессов (заведующий — член-корр. РАН И. Ю. Костюков)
- 340 Отдел нанооптики и высокочувствительных оптических измерений (заведующий — член-корр. РАН Г. В. Геликонов)
- 350 Отдел диагностики оптических материалов для перспективных лазеров
- 360 Отдел радиофизических методов в медицине
- 370 Отдел нелинейной и лазерной оптики
- 380 Отдел микроволновой спектроскопии
- 390 Отдел элементной базы лазерных систем

### Центр гидроакустики
Руководитель центра — к. ф.-м. н. П. И. Коротин
В состав центра входят:
- 710 Отдел физической акустики
- 720 Отдел акустики океана
- 740 Отдел акустического проектирования
- 750 Отдел гидроакустических комплексов
- 760 Сектор акустического инжиниринга
- 770 Сектор разработки программного обеспечения
- 780 Сектор материально-технологического обеспечения

## Направления исследований

### Электроника больших мощностей
Целью работ, проводимых в ИПФ РАН в области электроники больших мощностей, является создание когерентных источников электромагнитного излучения в миллиметровом и сантиметровом диапазонах частот. Основным направлением при этом является изучение возможности использования релятивистских электронных пучков. Наиболее известным прибором, разрабатываемым в институте, является гиротрон — сверхмощный микроволновой излучатель, предназначенный, в первую очередь, для разогрева плазмы в установках управляемого термоядерного синтеза.

### Электродинамика плазмы
В области электродинамики плазмы в институте проводятся широкий спектр работ различной направленности.
Во-первых, это работы по распространению и дифракции электромагнитных волн в неоднородной плазме, например, ионосфере Земли.
Во-вторых, изучаются процессы взаимодействия сверхмощного излучения с плазменными средами. Сюда входит как проблема взаимодействия микроволнового излучения (например, с целью эффективного нагрева плазмы в установках управляемого термоядерного синтеза), так и задача облучения вещества сверхсильным лазерным излучением — с целью генерации рентгеновского излучения, а также пучков быстрых электронов, протонов или ионов.
Большое количество исследований посвящено изучению астрофизической плазмы — нелинейной динамики заряженных частиц в магнитных полях Солнца и других звёзд.
Активно развивается направление геофизической электродинамики, занимающееся проблемой земного электричества — процесса образования гроз.
Проводятся исследования вещества в экстремальных состояниях — электрон-позитронной плазмы и плазмы в экстремально сильных магнитных полях.

### Радиофизические методы диагностики
Радиофизические методы диагностики являются традиционной сферой исследований сотрудников ИПФ РАН. На данный момент данные методы применяются для диагностики большого количества самых разных объектов.
Микроволновая диагностика — облучение, приём и обработка электромагнитного излучения миллиметрового и субмиллиметрового диапазонов — используется для зондирования окружающей среды, исследования атмосферы и земной поверхности, изучения диэлектрических свойств материалов, диагностики горячей плазмы, а также в радиоастрономии.
Ведётся дистанционная радиолокационная и оптическая диагностика поверхности океана. Разработаны уникальные измерительные комплексы.
Акустические волны применяются для изучения неоднородных сред, выявления скрытых дефектов конструкций, диагностики земных пород, исследования биологических тканей и т. п.

### Низкочастотная акустика океана
Экспериментальные и теоретические исследования распространения низкочастотных (десятки и сотни герц) акустических волн в океане является одним из главных направлений исследований института с самого момента его основания. Теоретически было предсказано, что в океане возможно существование естественного волноводного канала для низкочастотных акустических мод. Были разработаны теоретические модели этих каналов. Проводятся исследования влияния различных шумов и случайных факторов на процесс распространения. Были осуществлены натурные эксперименты по излучению и приёму таких волн.

### Динамика нелинейных процессов
В ИПФ РАН проводятся фундаментальные исследования в области нелинейной динамики волновых процессов. В частности, решаются задачи распространения волновых пакетов в нелинейных, диспергирующих средах. Исследуются различные классы нелинейных волновых уравнений. Изучается динамика солитонов и их ансамблей.
Большое внимание уделяется нелинейным волновым процессам в океане — процессу возбуждения ветровых волн, возбуждению турбулентности поверхностными и внутренними волнами, взаимодействию между различными типами волн. Проводится лабораторное моделирование этих процессов, в том числе с использованием уникальных экспериментальных установок: Большого термостратифицированного бассейна и кругового волнового бассейна.
Другим направлением исследований является нелинейная акустика — изучение процессов распространения звуковых волн в нелинейных средах, в частности, в жидкости с пузырьками газа.
Развивается направление исследований в области нейродинамики. Проводится изучение динамических свойств нейронных сетей — больших систем взаимосвязанных нелинейных осцилляторов.

### Лазерная физика и нелинейная оптика
В области лазерной физики в ИПФ РАН проводятся исследования по фундаментальным принципам генерации лазерного излучения, а также идут работы по разработке и созданию новых лазерных систем с уникальными параметрами.
На основе параметрического усиления света в институте создана первая в России фемтосекундная лазерная установка PEARL петаваттного уровня мощности. С её помощью проводятся исследования по взаимодействию сверхсильного лазерного излучения с веществом в том числе с целью получения электронных пучков с энергией на уровне 1 ГэВ, ионных пучков с энергией на уровне 40 МэВ, источников рентгеновского излучения для целей фазово-контрастной рентгеноскопии.
Разработаны высокоэффективные перестраиваемые лазеры инфракрасного диапазона на основе кристаллов Ho:YAG, Tm:YLF, Nd:YVO4. Предполагается их использование для целей мониторинга утечки газов в газохранилищах и газопроводах.
Разрабатываются перестраиваемые волоконо-оптические лазерные системы в диапазоне длин волн порядка нескольких микрон.
В ИПФ РАН была разработана технология выращивания широкоапертурных (до 1 метра) нелинейных кристаллов KDP и DKDP.
Ведутся исследования в области когерентной оптической томографии биологических тканей. Также проводятся исследования других способов оптической и акусто-оптической диагностики живых систем.

## Научные школы
По состоянию на 2023 год в институте действуют следующие научные школы:
- Школа Железнякова Владимира Васильевича — взаимодействие электромагнитного излучения с астрофизической и геофизической плазмой.
- Школа Литвака Александра Григорьевича — взаимодействие интенсивного электромагнитного излучения с плазмой.
- Школа Сергеева Александра Михайловича — фемтосекундная оптика, нелинейная динамика оптических систем и высокочувствительные оптические измерения.
- Школа Таланова Владимира Ильича — развитие дистанционных радиофизических методов диагностики и мониторинга состояния окружающей среды.
- Школа Денисова Григория Геннадьевича — генерация, усиление, преобразование и транспортировка микроволнового и терагерцового излучения большой мощности с целью его применения в физических и технологических исследованиях.

## Заметные экспериментальные установки

### Плазменный стенд «Крот»
Стенд «Крот» разработан и создан в середине 80-х годов XX века. Целью его создания было проведение исследований в области взаимодействия сверхмощного микроволнового излучения с плазмой.
Стенд состоит из двух основных комплексов:
- Релятивистский генератор СВЧ излучения
- Крупномасштабная плазменная камера

Стенд включён в список экспериментальных установок национальной значимости Российской Федерации.

### Большой термостратифицированный бассейн
Создан под руководством академика РАН В. И. Таланова. Предназначен для моделирования процессов, происходящих в океане. С помощью специально разработанной системы теплообменников в бассейне возможно создание температурной стратифицикации, аналогичной реально возникающей в океане.
Размеры бассейна: 20 м в длину, 4 м в ширину и 2 м в глубину.
Бассейн включён в список экспериментальных установок национальной значимости Российской Федерации.

### Петаваттный лазерный комплексPEARL
Разрабатывался в ИПФ РАН группой Е. А. Хазанова в течение нескольких лет, начиная с 1999 года. Отличительной особенностью является использование для усиления лазерного излучения принципа параметрического усиления совместно с чирпированием импульса. На данный момент является одним из самых мощных лазерных комплексов в мире.

### Другие
- Кольцевой ветроволновой стратифицированный бассейн (длина — 20 м, сечение 0,3×0,6 м2) — предназначен для изучения поверхностных волн, возбуждаемых ветром, и для разработки методов дистанционного зондирования водной поверхности
- Акустический бассейн (4,5×3,5×3 м3)
- Акустическая безэховая камера
- Морской автономный измерительный комплекс
- Гидроакустические кабельные антенны
- Приёмно-излучающий гидроакустический комплекс
- Мобильный сейсмоакустический комплекс
- Сильноточные электронные ускорители:
  - Сильноточный ускоритель (энергия электронов — до 700 кэВ, сила тока — 5 кА, длительность электронных импульсов — 40 нс) с высокой (до 100 Гц) частотой следования импульсов
  - Стенд «Синус-6» с энергией электронов 0,5 МэВ
  - Короткоимпульсный ускоритель «Синус-5» (5 нс, 550 кэВ)
  - Стенд «Сатурн» с термоэмиссионным инжектором для получения токовых импульсов большой длительности
  - Стенд «МЦАР» (энергия электронов до 300 кэВ)
- Стенд для выращивания высококачественных алмазных плёнок
- Комплекс для выращивания крупногабаритных водорастворимых кристаллов
- Импульсно-периодические лазерные системы с длительностью импульса от 25 пс до 100 нс, с энергией в импульсе от 100 мДж до 2,5 Дж и длиной волны от 0,53 мкм до 1,2 мкм
- Оптический когерентный томограф — предназначен для неинвазивной диагностики биологических тканей на глубину до 2 мм

## Подготовка научных кадров
При институте имеется научно-образовательный центр, направленный на обучение учеников 10 и 11 классов по программам углублённого изучения естественнонаучных дисциплин. Совместно с Нижегородским государственным университетом им. Н. И. Лобачевского организован факультет Высшей школы общей и прикладной физики, преподавание на котором большей частью осуществляют сотрудники института. Совместно с радиофизическим факультетом для подготовки молодых кадров организована специальность «Фундаментальная радиофизика и физическая электроника».
В институте имеется аспирантура, осуществляющая подготовку по восьми специальностям:
- радиофизика
- физическая электроника
- акустика
- физика плазмы
- лазерная физика
- математическое моделирование, численные методы и комплексы программ
- квантовая электроника
- физика атмосферы и гидросферы

ИПФ РАН ежегодно проводит Летнюю физико-математическую школу (ЛФМШ) для учащихся 9—11 классов средних школ Нижегородской области.

## Инновационная деятельность
С непосредственным участием сотрудников ИПФ РАН был организован ряд коммерческих предприятий, тесно сотрудничающих с институтом. В их числе:
- ГИКОМ — исследование, изготовление и испытание приборов СВЧ электроники и вспомогательного оборудования
- ГРАН — акустические, волоконо-оптические устройства
- МОНИТОРИНГ — устройства акустического мониторинга
- БиоМедТех — создание оптических когерентных томографов для медицины
- МЕДУЗА — медицинское оборудование
- OOO НПЦ «СКАДА» — оборудование для промышленной автоматизации и встраиваемых систем
- OОО «Нижегородский лазерный центр» — разработка и создание оптических томографов и волоконно-оптических систем визуализации

## Научные связи
ИПФ РАН принимает участие в нескольких международных проектах, самыми значимыми из которых являются:
- ITER — проект по созданию управляемого термоядерного реактора на основе магнитного удержания плазмы
- LIGO — проект создания лазерного интерферометра с целью обнаружения гравитационных волн
- CRISTA/MAHRSI — измерение озонового слоя на высотах 25—60 км

## Регулярно организуемые научные конференции
ИПФ РАН регулярно является организатором ряда международных научных конференций и школ. Популярным является организация летних конференций, проходящих на корабле, совершающем круиз по реке Волга.
Самыми заметными конференциями являются:
- Topical problems of nonlinear waves — посвящена фундаментальным и прикладным проблемам теории нелинейных волн.
- Frontiers of nonlinear physics — посвящена фундаментальным и прикладным проблемам нелинейной физики.
- Topical problems of biophotonics — посвящена проблемам оптического биоимиджинга, биофотоники, нейроимиджинга и нейродинамики.
- Current Problems in Optics of Natural Waters — посвящена проблемам распространения оптических волн в водной среде, а также проблемам оптического мониторинга поверхности океана.
- Всероссийская конференция по биомеханике — впервые проведена в 1984 году[10]. Посвящена проблемам биомеханики.
- Научная школа «Нелинейные волны» — регулярно проводилась с 1972 по 1989 годы, возобновлена с 2002 года[11]. Основная цель — проведение обзорных обучающих лекций для студентов, аспирантов и молодых учёных.

## Санкции
15 сентября 2022 года, на фоне вторжения России на Украину, институт был включен в санкционный список США против «пособников российской агрессии в Украине».
23 февраля 2023 года институт попал под санкции Канады против организаций, участвующих в оборонной промышленности России. Также в отношении института санкции ввели страны Евросоюза и Украина.

## Директора института
- 1977—2003 — Гапонов-Грехов, Андрей Викторович, академик РАН, основатель и первый директор института, Герой Соцтруда, трижды лауреат Государственной премии.
- 2003—2015 — Литвак, Александр Григорьевич, академик РАН, лауреат Государственной премии.
- 2015—2017 — Сергеев, Александр Михайлович, академик РАН, лауреат Государственной премии, президент РАН в 2017—2022 годах.
- с 2017 года — Денисов, Григорий Геннадьевич, академик РАН, лауреат Государственной премии.